# Tom (Leier)
Tom, auch thom, ist eine fünfsaitige Schalenleier bei den Schilluk im Südsudan. Ein Sänger begleitet mit der Leier epische Lieder, die häufig von den Heldentaten des mythischen ersten Königs erzählen.

## Herkunft und Verbreitung
Leiern sind im östlichen Afrika weit verbreitet, anderswo in Afrika kommen sie nicht vor. Sie werden von der simsimiyya in Ägypten den Nil aufwärts über Nubien, wo die Schalenleier, nubisch kisir, arabisch tanbūra, das beliebteste traditionelle Musikinstrument ist, in Äthiopien mit den Leiern krar und beganna bis zur Südgrenze des Verbreitungsgebiets in der Region Buhaya in Tansania, in Teilen von Uganda und der Nordwestregion der Demokratischen Republik Kongo gespielt. Zwischen dem 1. und 4. Jahrhundert gelangten Leiern von Nubien ausgehend ins Aksumitische Reich im heutigen Äthiopien, später von Nubien in den Südsudan und vermutlich mit den Luo im 15./16. Jahrhundert den Weißen Nil weiter aufwärts bis Uganda.
Für die Namen einiger ostafrikanischen Leiern stellte Gerhard Kubik eine Verwandtschaft und damit möglicherweise eine kulturelle Beziehung zu äthiopischen Leiern fest. Im Südsudan heißen die Leiern bei folgenden nilotischen Völkern thom: bei den Schilluk, den Dinka, den Nuer und tom bei den Bari. In der heute im Südsudan ausgestorbenen Sprache Mittu lautete die Bezeichnung für Leier thomu. Die Kakwa in Nordwest-Uganda kennen ebenfalls eine Leier tom, die Luo in Kenia und Tansania eine thum.
Das Wort tom oder thum kann in den einzelnen Sprachen ein weites Bedeutungsfeld abdecken. Bei den Schilluk bezeichnet tom außer der Leier auch den Regenmachertanz, der zum bedeutendsten Jahresfest gehört, das Anfang des Monats alabor (nach dem Mondkalender der Schilluk) bei Neumond kurz vor Beginn der Regenzeit durchgeführt wird. Hierfür und bei Festtagstänzen (bul) und bei Begräbnisfeiern (ywok) spielen Schilluk die heilige Röhrentrommel tom, die religiösen Anlässen und Tänzen für den König vorbehalten ist. Im Vergleich dazu bezeichnet thum bei den Luo neben der Leier den gesamten Bereich der traditionellen Musik, also den von einer Leier, einer Fiedel (orutu), einem Akkordeon (onanda) oder einer Gitarre (gita) begleiteten Gesang.

## Bauform und Spielweise
Die tom ist eine seltene Form der Schalenleiern. Anstelle einer kreisrunden Halbschale besteht ihr Korpus aus einem längs halbierten Holzstamm von etwa 40 Zentimetern Länge, der wannenförmig ausgehöhlt und mit ungegerbter Kuhhaut bezogen ist. Die Haut überdeckt die offene Oberseite der Schale und schließt die halbkreisförmigen Seiten ab. Sie wird mit einer dichten Reihe paralleler Schnüre in Längs- und Querrichtung verspannt. Wie bei der ugandischen Röhrenspießgeige endingidi ist der Korpus rechtwinklig zu den Saiten positioniert. Am oberen Korpusrand sind zwei parallele Holzstangen festgebunden, an deren Ende ebenfalls durch Schnüre ein Joch fixiert ist. Eine Leier mit demselben Resonanzkörper heißt bei den Ingassana-Sprechern jangar. Sie leben im ostsudanesischen Bundesstaat an-Nil al-azraq an der äthiopischen Grenze und verweisen auch anderweitig auf eine kulturelle Beziehung zwischen beiden Gebieten.
Der Musiker stimmt die fünf Saiten, indem er die Schnurschlingen dreht, mit denen sie am Joch festgebunden sind. Üblicherweise gibt es beim Stimmen derartiger Instrumente einen großen Toleranzrahmen, absolute Tonhöhen und Tonintervalle sind nicht festgelegt. Bei einer tom wurden an den äußeren beiden Saiten Tonabstände zwischen 234 und 283 Cents gemessen. Die Saiten werden durchlaufend mit 3–2–1–5–4 nummeriert, wobei die ersten drei Saiten mit Fingern der linken Hand und die letzten beiden Saiten mit der rechten Hand gezupft werden.
Die Spielweise folgt der afrikanischen Methode, bei welcher die Saiten einzeln angezupft werden. Im Unterschied dazu spielen die Ingassa ihr baugleiches Instrument nach der nubischen Tradition und streichen alle Saiten mit einem Plektrum, während die andere Hand von hinten Saiten, die nicht klingen sollen, abdeckt.
Einige ostafrikanische Leiern haben wie die äthiopische beganna eine sakrale Bedeutung. Die Luo betrachten ihre Leier nyatiti als Glück bringendes und Schaden abwendendes Instrument. Oberster Anführer der Schilluk ist der König (reth), der seine Abstammung auf den mythischen, götterähnlichen Stammesgründer Nyikang (oder Nyakang) zurückführt. Ihm sind in Fenikang und anderenorts Schreine in Form eines Gehöftes mit Rundhäusern (tukul) geweiht, die als seine Wohnung gelten. Nyikang ist der Sohn von Okwa und dessen Frau Nyikayo nya Kiir („Tochter des Flusses“), seine Heimat ist die Gegend um Rumbek im zentralen Südsudan. Die Hütten tragen Namen nach ihrer Funktion als Wohnort von Nyikang und seiner Familie. Die am meisten verehrte Hütte ist Nyikangs Schlafstelle (duwad). In ihr wurden nach einer Veröffentlichung von 1932 die königlichen Besitztümer Nyikangs aufbewahrt, Informanten zufolge bestanden sie aus einem Thron aus Metall mit „Augen“ (wohl ein übergelegtes Leopardenfell gemeint), der Zeremonialtrommel und der Leier tom, die beide ebenfalls aus Metall gefertigt waren. Hinzu kamen Kalebassen und andere Haushaltsartikel aus Kupfer und Ton, vier Elefantenstoßzähne und schließlich ein Gefäß mit heiligem Wasser. Nach der Tradition kommt Nyikang nachts als Wind daher und bleibt eine Zeit lang zu Besuch. Nyikangs Anwesenheit in Fenikang macht sich den Leuten der Umgebung bemerkbar, wenn sie ihn auf seiner Leier spielen hören.
In vielen Liedern werden die Taten Nyikangs besungen und vom Sänger auf der tom begleitet. Der Barde (ček oder wau) ist Dichter und Komponist mythisch-historischer Lieder, die am meisten geschätzt werden, wenn sie den gegenwärtigen König (reth) und seine Vorfahren preisen.